# Studioräven
Studioräven är ett hederspris som utdelas av Musikerförbundet till "en eller flera musiker som utmärkt sig i inspelningsstudion, både instrumentalt och med sin förmåga att inspirera och vinna uppskattning hos kollegerna". Priset instiftades 2013 och består av en prissumma på 100.000 SEK och en litografi av Lasse Åberg.

## Pristagare
- 2013 - Kjell Öhman
- 2014 - Liza Öhman och Rutger Gunnarsson
- 2015 - Douglas Westlund och Hasse Rosén
- 2016 - Roger Palm och Ulf Andersson
- 2017 - Peter Ljung och Bertil Lövgren
- 2018 - Annica Risberg, Kerstin Bagge och Kerstin Dahl (gruppen Dolls) samt Lasse Wellander
- 2019 - Mike Watson och Per Lindvall[2]
- 2020 - 2022: inställt på grund av Covid-19-pandemin.